# 金琦澤
金琦澤（韓語：김기택，1962年10月3日—），韓國前乒乓球運動員。
他曾闖入1988年夏季奧林匹克運動會乒乓球比賽男子單打決賽，最終不敵同胞劉南奎獲得銀牌。

## 外部連結
- Sports-reference.com （页面存档备份，存于）